# Диамант, Андре
Андре Диамант (порт. André Diamant; 9 февраля 1990, Форталеза) — бразильский шахматист, гроссмейстер (2009).

## Шахматная карьера
Чемпион Бразилии 2008 года.
Участник 2-х чемпионатов мира среди юниоров (2009—2010).
В составе национальной сборной участник следующих соревнований:
- 3-х олимпиады (2008—2010, 2022).
- 1-я шахматная олимпиада стран МЕРКОСУР (2009) в г. Мар-дель-Плата. Команда Бразилии заняла 1-е место.
- 7-й командный чемпионат мира (2010) в г. Бурсе.

## Таблица результатов
| Год  | Город          | Турнир         | + | − | = | Результат | Место |
| ---- | -------------- | -------------- | - | - | - | --------- | ----- |
| 2008 | Дрезден        | 38-я олимпиада | 3 | 3 | 1 | 3½ из 7   |       |
| 2010 | Ханты-Мансийск | 39-я олимпиада | 5 | 0 | 3 | 6½ из 8   |       |
| 2022 | Ченнаи         | 44-я олимпиада | 4 | 4 | 2 | 5 из 10   |       |
|      |                |                |   |   |   | из        |       |

## Изменения рейтинга
| Графики недоступны из-за технических проблем. См. информацию на Фабрикаторе и на mediawiki.org. |